# Eurysthea koepckei
Eurysthea koepckei är en skalbaggsart som först beskrevs av Franz 1956.  Eurysthea koepckei ingår i släktet Eurysthea och familjen långhorningar. Inga underarter finns listade i Catalogue of Life.